# Kanton La Rochelle-5
Kanton La Rochelle-5 (fr. Canton de La Rochelle-5) je francouzský kanton v departementu Charente-Maritime v regionu Poitou-Charentes. Kanton tvoří část města La Rochelle a čtyři další obce.

## Obce kantonu
- Esnandes
- Marsilly
- Puilboreau
- La Rochelle
- Saint-Xandre